# Понс од Триполија
Понс од Триполија (око 1098. - 1137) је био син Бертранда од Триполија и гроф Триполија 1112-1137.

## Биографија
Понс је био ожењен Цецилијом Француском, удовицом свога ментора Танкреда Галилејског и ћерком француског краља Филипа. Од 1118. године Понс је у савезу са Балдуином, краљем Јерусалима, а 1119. године је два пута парширао према северу да би помогао Руђеру од Салерна у борби против Ил Газија. Међутим, Руђер га други пут није сачекао већ се сам упустио у битку у којој је и погинуо. Балдуин је касније пао у заробљеништво. 
Након што је Балдиуин 1124. године пуштен из заробљеништва, Понс му је помогао да заузме Тир, један од последњих преосталих муслиманских градова на приморју. Један је од учесника битке код Азаза. Године 1131. долази у сукоб са Фулком Јерусалимски и бива поражен у бици код Ругије. 
Године 1137. Триполи је опседнут од стране султана од Дамаска. Понс је заробљен и погубљен. Наследио га је син, Ремон II.

## Породично стабло
|  |                         |  |  |  |  |  |  |  |  |  |  |  |  |  |  |  |
|  | 2. Бертранд од Тулуза   |  |  |  |  |  |  |  |  |  |  |  |  |  |  |  |
|  |                         |  |  |  |  |  |  |  |  |  |  |  |  |  |  |  |
|  |                         |  |  |  |  |  |  |  |  |  |  |  |  |  |  |  |
|  | 1. Понс од Триполија    |  |  |  |  |  |  |  |  |  |  |  |  |  |  |  |
|  |                         |  |  |  |  |  |  |  |  |  |  |  |  |  |  |  |
|  |                         |  |  |  |  |  |  |  |  |  |  |  |  |  |  |  |
|  | 3. Хелена од Бургундије |  |  |  |  |  |  |  |  |  |  |  |  |  |  |  |
|  |                         |  |  |  |  |  |  |  |  |  |  |  |  |  |  |  |
|  |                         |  |  |  |  |  |  |  |  |  |  |  |  |  |  |  |